# Euphyia ideata
Euphyia ideata là một loài bướm đêm trong họ Geometridae.